# Hanna Wassylaschtschuk
Hanna Wassyliwna Wassylaschtschuk (ukrainisch Ганна Василівна Василащук, russisch Анна Васильевна Василащу́к Anna Wassiljewna Wassilaschtschuk; * 2. November 1924 in Pistyn, Woiwodschaft Stanisławów, Zweite Polnische Republik; † 27. Juni 2004 in Scheschory, Rajon Kossiw der Oblast Iwano-Frankiwsk, Ukraine) war eine ukrainische Künstlerin der dekorativen Kunst (Kunstweberei).

## Leben und Werk
Hanna Wassylaschtschuk kam als Tochter einer armen Bauernfamilie im Dorf Pistyn (anderen Quellen nach im Nachbarort Scheschory/Шешори) im heutigen Rajon Kossiw im Huzulenland zur Welt. 1936 absolvierte sie die fünfte Klasse der örtlichen Schule und war fortan gezwungen, für ihren Lebensunterhalt arbeiten zu gehen. Während des Deutsch-Sowjetischen Krieges führte die Frontlinie durch ihren Geburtsort, was zur Folge hatte, dass ihr Elternhaus niederbrannte und sie ins Nachbardorf Scheschory zog. Das Weben erlernte sie von ihrer Großmutter und später von ihrer Mutter. Ihre Großmutter führte sie in die Geheimnisse der Weberei ein und brachte ihr die Bedeutung individueller Muster und die nationale Farbsymbolik bei. Hanna Wassylaschtschuk konnte das überlieferte Wissen kunstvoll in neuen Tüchern verarbeiten.
Sie schuf insgesamt über 150 Tücher mit Motiven zur ukrainischen Geschichte und zu Gedichten von Iwan Franko, Wassyl Symonenko Wassyl Stefanyk, Marko Tscheremschyna und Olha Kobyljanska. 
Ihr Meisterwerk war ein Zyklus von 40 Tüchern zu Gedichten von Taras Schewtschenko.
Dieser Zyklus wurde 1971 vom Grafiker und Buchdesigner Wolodymyr Jurtschyschyn (ukrainisch Володимир Іванович Юрчишин, 1935–2010) zur Gestaltung einer Buchveröffentlichung von Taras Schewtschenkos Kobsar verwendet.
1964 wurden zahlreiche ihrer Werken, insbesondere jene, die sie dem 150. Geburtstag von T. Schewtschenko widmete, von führenden ukrainischen Museen erworben. 1967 fand im Staatlichen Taras-Schewtschenko-Museum in Kiew  eine Einzelausstellung ihrer Werke statt.
Ihre Arbeiten befinden sich heute in vielen Museen in der Ukraine.

## Ehrungen
1968 erhielt Hanna Wassylaschtschuk gemeinsam mit Hanna Weres den Taras-Schewtschenko-Preis für einen Zyklus von zwischen 1965 und 1967 erstellten, ukrainischen gewebten Volkstüchern.